# Pierre-Alexandre Aveline
Pour les articles homonymes, voir Aveline.
Pierre-Alexandre Aveline, né en 1702 à Paris où il est mort le 16 octobre 1762, est un graveur et illustrateur français.

## Biographie

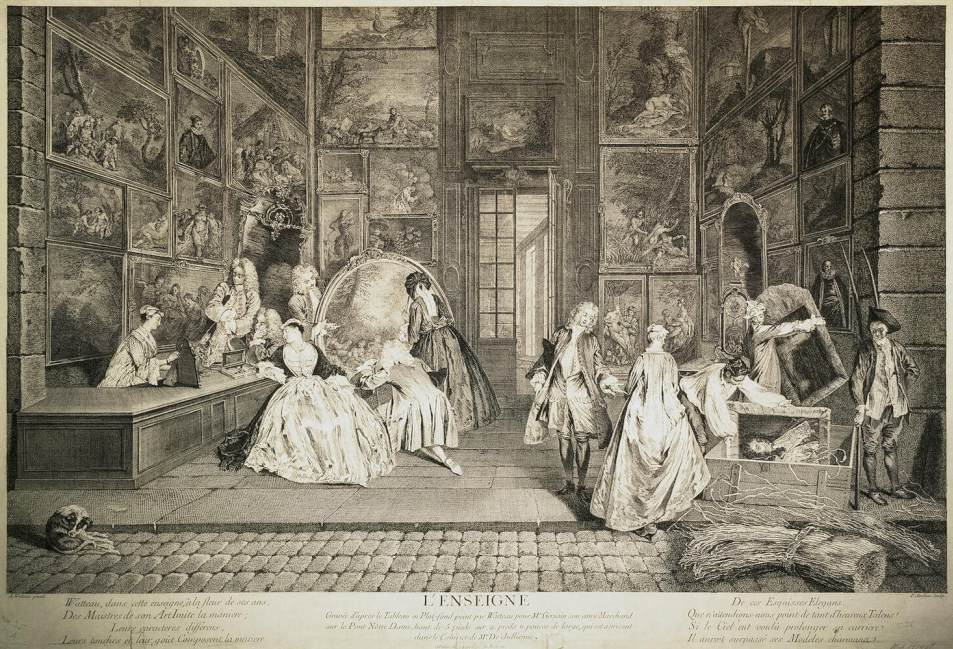
L’Enseigne de la galerie Gersaint (1732), d'après Antoine Watteau, Saint-Pétersbourg, musée de l'Ermitage.

Pierre-Alexandre Aveline est né dans une famille de graveurs dirigée par son père, Pierre (1656-1722), et son frère Antoine (1691-1743). Il est également l'élève du graveur Jean-Baptiste de Poilly (1669-1728). Il est agréé à l’Académie de peinture et de sculpture en 1737, mais n'ayant pas fourni son morceau de réception, il est radié en 1742. Il y est agréé une seconde fois en 1755 mais n'a jamais été reçu comme académicien.
Surtout connu pour ses gravures d'interprétation d’œuvres d’autres artistes, il a principalement gravé sur cuivre. Son Enseigne de la galerie Gersaint est, par exemple, une reproduction de l’Enseigne de Gersaint d'Antoine Watteau. Il produisit quelques estampes pour le Recueil Crozat (1729).

## Œuvres dans les collections publiques
- Aux États-Unis
  - Cambridge, Musées d'art de Harvard : Le trébuchet[5], Moïse présenté à la fille du pharaon[6], L'Aigle et l'escarbot[7],[8]
  - Milwaukee, Milwaukee Art Museum : L'Enseigne[9]
  - New York, Metropolitan Museum of Art : Naissance de Bacchus[10], Enlèvement d'Europe[11], Sancho poursuivi par les marmitons du duc[12],
  - San Francisco, California Palace of the Legion of Honor : La Villageoise[13].

- En France
  - Paris
    - Bibliothèque nationale de France, Gallica : Les Charmes de la vie[14], Carte des Postes de France[15], Jupiter et Io[16]
    - Musée du Louvre, Département des arts graphiques : La Belle cuisinière[17], Le Printemps[18], L'été[19], L'Automne[20], L'Hiver[21], Sancho poursuivi par les marmitons[22], Trois Amours assis sur des dauphins et deux tritons[23], La Balançoire[24], etc.

- Au Royaume-Uni
  - Londres, British Museum : L'Air[25], L'Eau[26], La Terre[27], Le Feu[28].

## Galerie

Gravures de Pierre-Alexandre Aveline
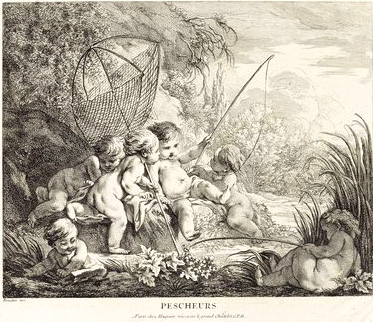
Pêcheurs, Louvre
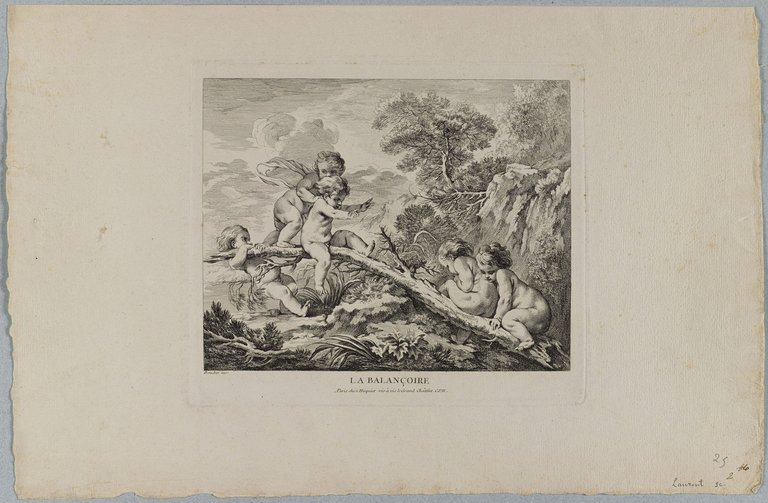
La Balançoire, Louvre
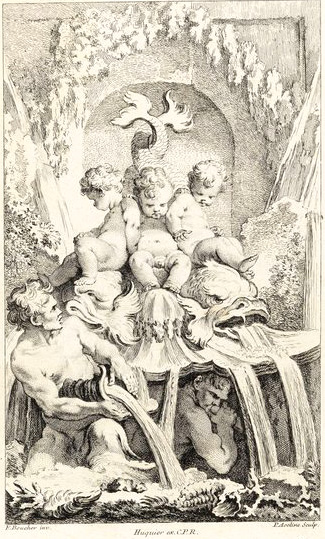
Trois amours assis sur deux dauphins et deux tritons, Louvre
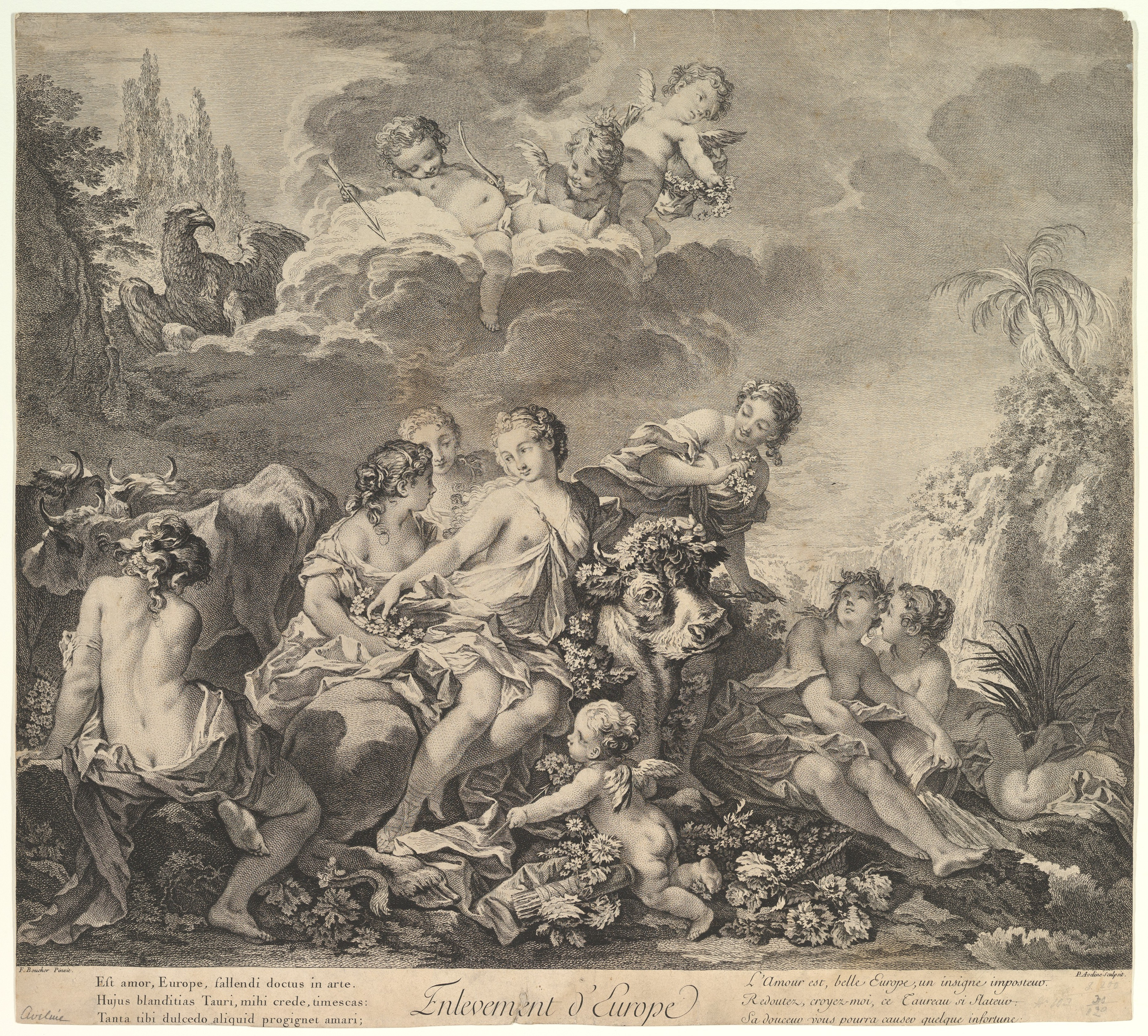
Enlèvement d'Europe, Metropolitan Museum of Art
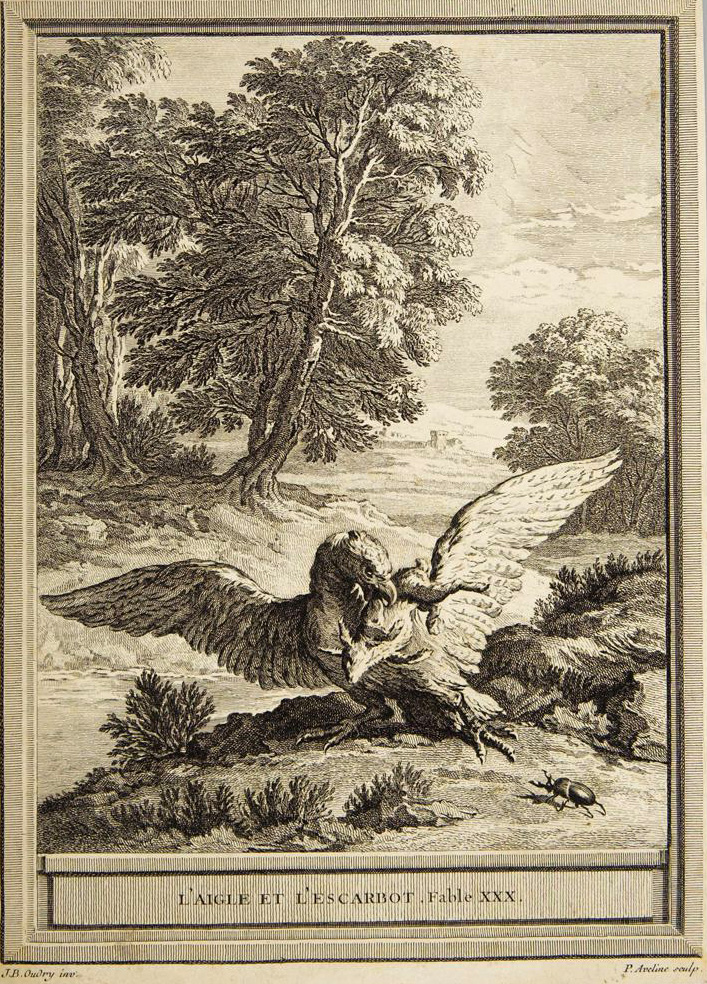
L'Aigle et l'escarbot, Fogg Art Museum, Cambridge
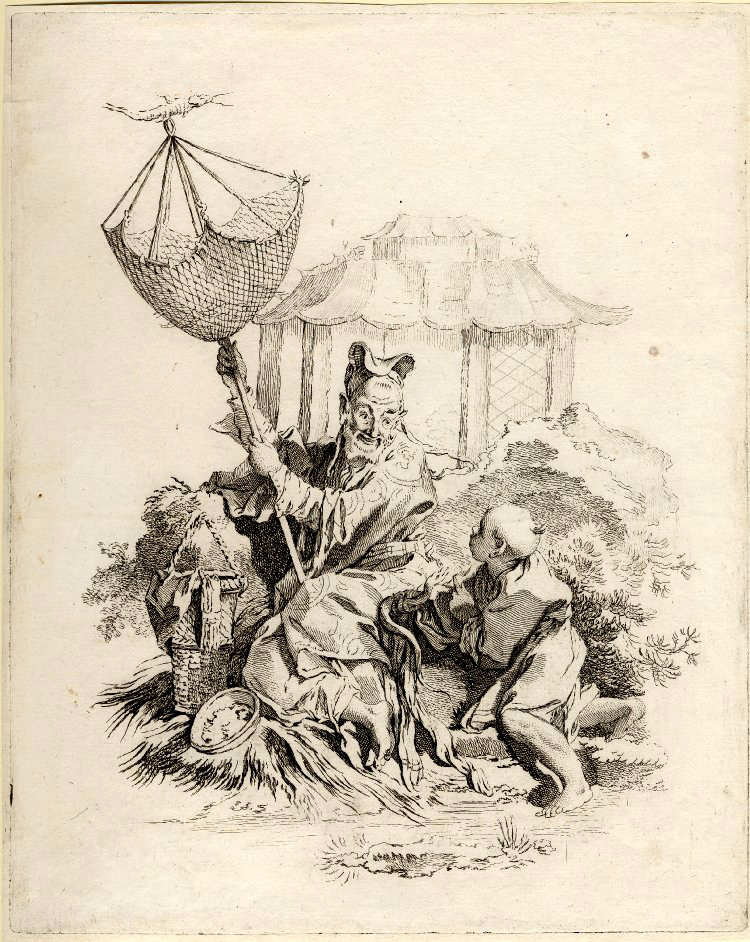
L'Eau, British Museum, Londres